# Lavatera punctata
Lavatera punctata es una especie de planta herbácea de la familia de las malváceas. Es originaria de la región del Mediterráneo occidental.

## Descripción
Esta especie puede alcanzar más de tres metros de altura, y llegar a ser más grande que Lavatera arborea con la que se puede confundir; se diferencia de esta porque la calícula de la flor es más corta que el cáliz, y porque las hojas tienen el lóbulo central más grande que los otros, además es muy alargado. Se trata de una malvácea poco frecuente que vive en los márgenes de caminos; algunas de las poblaciones conocidas han sido estropeadas con las obras de reforma de las carreteras. Florece al final de la primavera. 

## Distribución y hábitat
Es originaria de la región del Mediterráneo occidental donde se encuentra en los lechos de torrentes, márgenes de caminos y zonas húmedas y sombrías. 

## Sinonimia
- Lavatera biennis M.Bieb.
- Lavatera micans sensu Pau[1]